# Sphallonycha irundisa
Sphallonycha irundisa là một loài bọ cánh cứng trong họ Cerambycidae.